# Прозивка
Прозивка је градска четврт у Суботици, налази се на самом југу града. Према подацима из 2019. било је 9100 становника.

## Географија
Прозивка се налази у јужном делу Суботице. Њена јужна границе се простире од улице Ивана Милутиновића дуж бивше пруге Пачир - Суботица, до улице Браће Радића. Њена источна граница се простире на десној страни улице Браће Радића до Првомајске (пре се звала Херцеговачка), и све до Кумичићеве улице, назад до Ивана Милутиновића.

## Историја
Део града где се данас налази насеље Прозивка некада је било ниско мочварно подручје (нагиб се и данас јасно види по улицама и поред зграда) и народ га је звао "Млака" што је старословенски назив забареног места. Овај део града је, вероватно заједно са Бајнатом, 1953. године имао 9129 становника.

## Споменик
Споменик Прозивка у Херцеговачкој улици свечано је откривен 18. децембра 1977. године. Аутор споменика био је вајар Ото Лого са сарадницима Небојшом Дељом и Чедомиром Крстићем. Реализован је само бронзани сноп на постаменту са натписом чији је аутор био Лазар Мерковић (Слободом прозвани и мртви живе).
Скулптура монументалне форме и димензија, стилизовани сноп жита, изузетне уметничке вредности постављена је на полукружном постаменту. Са предње стране постамента стоји текст који је изведен бронзаним словима, а сам постамент обложен је каменим плочама. Око постамента налази се двостепени кружни плато од гранитних коцки као и окружење споменика.
Споменик је посвећен стотинама погинулих бораца 8. Војвођанске ударне бригаде страдалим у завршним борбама за ослобођење земље у Другом светском рату. Симбол сноп представља сублимацију мноштва подстицаја на чула и дух савременог уметника. Супротстављајући грубу фактуру ливене бронзе површинама полираним до високог сјаја Ото Лого је својој скулптури дао једну нову димензију дејства на психу посматрача.
Текст у подножју споменика гласи:

„СЛОБОДОМ ПРОЗВАНИ И МРТВИ ЖИВЕ
ПАЛИМ БОРЦИМА СОЦИЈАЛИСТИЧКЕ РЕВОЛУЦИЈЕ
НАРОДА И НАРОДНОСТИ ОПШТИНЕ СУБОТИЦА

10. ОКТОБАР 1977.“